# Czwarte Ministerstwo Przemysłu Maszynowego Chińskiej Republiki Ludowej
Czwarte Ministerstwo Przemysłu Maszynowego ChRL (中华人民共和国第四机械工业部), jeden z urzędów centralnych w Chińskiej Republice Ludowej, który nadzorował przemysł elektroniczny.
Zostało powołane w 1963. W marcu 1993 weszło w skład Ministerstwa Przemysłu Maszynowego i Elektronicznego. W marcu 1998 powołano Ministerstwo Przemysłu Elektronicznego.